# Tom Tykwer
Tom Tykwer (Wuppertal, Alemanya, 23 de maig de 1965) és un director, guionista, productor de cinema i compositor alemany, principalment conegut per les seves pel·lícules Lola rennt (1998), Heaven (2002), Perfume: The Story of a Murderer (2006), The International (2009) i Cloud Atlas (2012), que va estar nominada al Globus d'Or a la millor banda sonora.

## Inicis
Va començar als onze anys a fer curtmetratges amb súper 8. Posteriorment es va involucrar en la programació de les sales d'art i assaig i fou gerent del teatre Movie-menti a Berlín. El seu primer llarg el signà el 1993, Die tödliche Maria, en el qual col·laborà per primer cop amb Stefan Arndt, productor de Lola rennt, i fou escollit com el millor film de l'any per l'Associació de Crítics del seu país. El 1997 va donar-se a conèixer a l'estranger amb la pel·lícula Winterschläfer, el mateix any en què treballà com a coguionista a Das Leben ist eine Baustelle, dirigida per Wolfgang Becker. Ha estat qualificat d'innovador, encapçalant l'anomenat Moviment berlinès que integra una nova generació de joves directors alemanys que signen un cinema considerat avantguardista.

## Filmografia
| Any  | Títol                               | Com      | Com       | Com       | Com        | Notes                                |
| Any  | Títol                               | Director | Guionista | Productor | Compositor | Notes                                |
| ---- | ----------------------------------- | -------- | --------- | --------- | ---------- | ------------------------------------ |
| 1990 | Because                             | Sí       | Sí        | Sí        | Sí         | curtmetratge                         |
| 1992 | Epilog                              | Sí       | Sí        | Sí        | Sí         | curtmetratge                         |
| 1993 | Die tödliche Maria                  | Sí       | Sí        | Sí        | Sí         |                                      |
| 1997 | Das Leben ist eine Baustelle        |          | Sí        |           |            |                                      |
| 1997 | Winterschläfer                      | Sí       | Sí        |           | Sí         |                                      |
| 1998 | Lola rennt                          | Sí       | Sí        |           | Sí         |                                      |
| 1999 | Absolute Giganten                   |          |           | Sí        |            |                                      |
| 2000 | Der Krieger und die Kaiserin        | Sí       | Sí        |           | Sí         |                                      |
| 2002 | Heaven                              | Sí       |           |           |            |                                      |
| 2004 | True                                | Sí       | Sí        |           | Sí         | curtmetratge                         |
| 2004 | Lautlos                             |          |           | Sí        |            |                                      |
| 2005 | Ich Dich auch                       |          |           |           | Sí         | documental                           |
| 2006 | Paris, je t'aime                    | Sí       | Sí        |           | Sí         | segment: Faubourg Saint-Denis        |
| 2006 | El perfum: Història d'un assassí    | Sí       | Sí        |           | Sí         |                                      |
| 2006 | Ein Freund von mir                  |          |           | Sí        |            |                                      |
| 2007 | Das Herz ist ein dunkler Wald       |          |           | Sí        |            |                                      |
| 2009 | The International                   | Sí       |           |           | Sí         |                                      |
| 2009 | Deutschland 09                      | Sí       | Sí        | Sí        | Sí         | segment: Feierlich reist             |
| 2010 | Soul Boy                            |          |           | Sí        |            |                                      |
| 2010 | Three                               | Sí       | Sí        |           | Sí         |                                      |
| 2011 | Endlich                             |          |           | Sí        |            | documental                           |
| 2011 | 60 Seconds of Solitude in Year Zero | Sí       | Sí        |           |            | segment d'un minut                   |
| 2012 | Nairobi Half Life                   |          |           | Sí        |            |                                      |
| 2012 | Cloud Atlas                         | Sí       | Sí        | Sí        | Sí         | Codirigida amb els germans Wachowski |
| 2012 | Rosakinder                          | Sí       |           |           |            | telefilm                             |
| 2013 | Something Necessary                 |          |           | Sí        |            |                                      |